# Herman Veit Simon
Herman Veit Simon (auch: Hermann; geb. 8. Mai 1856 in Berlin, gest. 16. Juli 1914 in Sankt Blasien (Schwarzwald)) war ein deutscher, jüdischer Rechtsanwalt und Notar in Berlin.

## Leben
Herman Veit Simons Vater war der Kommerzienrat Carl Berthold Simon (1828–1901), Direktor der Bank „Gebrüder Veit & Cie.“ in Berlin, Mitglied des Kuratoriums der Hochschule für die Wissenschaft des Judentums, seine Mutter war Therese Schneider (gest. 1899).
Seine Schulzeit schloss Herman Veit Simon mit dem Abitur im Jahr 1874 auf dem Berliner Gymnasium zum Grauen Kloster ab. Anschließend studierte er in Heidelberg und Berlin Rechtswissenschaften, insbesondere bei dem Handelsrechtler Levin Goldschmidt (1829–1897). Veit Simon wurde 1877 Referendar; im selben Jahr wurde er auch zum Dr. iur. promoviert. Im Jahr 1881 wurde Herman Veit Simon Assessor. Durch seinen Vater, den Bankdirektor Carl Berthold Simon (geb. 9. Dezember 1828, gest. 5. April 1901), und durch den Juristen Hugo Keyßner (1827–1905) gewann Herman Veit Simon Einblicke in die kaufmännische und handelsrechtliche Praxis. Von 1882 bis 1888 war Herman Veit Simon Rechtsanwalt am Landgericht I in Berlin, von 1888 bis 1892 Direktor der „Internationalen Bank“, seit 1892 wieder Rechtsanwalt, jetzt jedoch am Berliner Kammergericht (also am Berliner Oberlandesgericht).
Herman hielt juristische Vorlesungen an der Universität Göttingen. Dort freundete er sich mit Hermann Gabriel (1852–1897) an, dem späteren deutschen Generalkonsul in Batavia (Niederländisch-Indien). Dessen Tochter Irmgard heiratete 1910 seinen ältesten Sohn Heinrich.
Herman Veit Simon und Hedwig Stettiner (1861–1943, Theresienstadt) heirateten im Jahr 1881. Das Ehepaar hatte vier Kinder:
1. Heinrich (1883–1942, Polizeigefängnis Berlin-Alexanderplatz),
2. Eva (1884–1944, Auschwitz),
3. Katharina (1887–1944, Auschwitz),
4. Martin (1890–1914)[2]

Veranlasst durch die Aktienrechtsnovelle von 1884 veröffentlichte Herman Veit Simon im Jahr 1886 die erste Gesamtdarstellung der Rechnungslegung der Kapitalgesellschaften („Die Bilanzen der Aktiengesellschaften und der Kommanditgesellschaften auf Aktien“). Im Jahr 1892 folgte sein Buch: „Die Staatseinkommensteuer der Aktiengesellschaften, Kommanditgesellschaften auf Aktien, Berggewerkschaften, eingetragenen Genossenschaften und Konsumvereine in Preussen nach dem Gesetz vom 24. Juni 1891“.
Herman Veit Simon war selbst jahrelang in der Verwaltung von Aktiengesellschaften tätig. Außerdem wirkte er als Berater an der Steuergesetzgebung von 1913 mit. Im Jahr 1913 wurde Herman Veit Simon auch zum Geheimen Justizrat und zum immerwährenden Ehrenmitglied des Hilfsvereins für jüdische Studierende ernannt.
Herman Veit Simon war Repräsentant der jüdischen Gemeinde Berlins und seit 1906 Vorsitzender des Kuratoriums der Hochschule für die Wissenschaft des Judentums, die er besonders förderte. Nach seinem Tod, im Jahr 1915, wurde er zum Ehrenmitglied dieser Lehranstalt ernannt.
Im Jahr 1912 erwarb Herman Veit Simon ein Grundstück in Gransee, nördlich von Berlin, auf dem seine taubstumme Tochter Katharina das Obstgut Katharinenhof gründete und 25 Jahre lang erfolgreich betrieb. Dort lebte zeitweilig auch eine zweite Tochter von Herman Veit Simon, die ebenfalls taubstumme Malerin Eva Anna.
Herman Veit Simon starb am 16. Juli 1914, kurz vor Beginn des Ersten Weltkriegs, im Alter von 58 Jahren. Er wurde auf dem jüdischen Friedhof in der Schönhauser Allee in Berlin-Prenzlauer Berg beigesetzt. Ebenfalls im Jahr 1914 starb sein jüngster Sohn Martin Veit Simon.
In der Zeit des Nationalsozialismus (1933–1945) wurden die Schriften Herman Veit Simons, wenn überhaupt, dann mit dem Zusatz „der Verfasser ist Jude“ zitiert.
Die gesamte verbleibende Familie Herman Veit Simons wurde von deutschen Nationalsozialisten umgebracht: Am 4. Oktober 1942 wurden seine Ehefrau Hedwig und zwei seiner Töchter, Eva und Käthe, ins Konzentrationslager Theresienstadt deportiert. Hedwig überlebte dort noch etwa sechs Monate, bevor sie dort im Alter von 81 Jahren im April 1943 starb. Käthe und Eva wurden im Mai 1944 in das Konzentrationslager Auschwitz verbracht und dort ermordet.
Hermans ältester Sohn Heinrich, wie er Rechtsanwalt und Notar in Berlin, wurde im Zuge der Novemberpogrome 1938 festgenommen und für mehrere Wochen im Konzentrationslager Sachsenhausen bei Oranienburg interniert. Im April 1942 wurde Heinrich erneut festgenommen und in das Polizeigefängnis Berlin-Alexanderplatz gebracht. Nach etwa einem Monat erhielt seine Ehefrau Irmgard Veit Simon, geb. Gabriel, die Nachricht, dass Heinrich verstorben sei. Offenkundig war er im Polizeigewahrsam totgeprügelt worden.

## Werke von Herman Veit Simon (Auswahl)
- Über die Haftung des Erwerbers eines Einzelgeschäfts für die vor Erwerb desselben entstandenen Handlungsschulden. In: Zeitschrift für das gesammte Handelsrecht, NF 9, 1879, 24, S. 91–174.
- mit Hugo Keyßner: Reichsgesetz betreffend die Kommanditgesellschaften auf Aktien und die Aktiengesellschaften vom 18. Juli 1884. Text-Ausgabe mit Anmerkungen und Sachregister. Verlag De Gruyter, 1884 (Ausgabe 24 der Guttentagschen Sammlung deutscher Reichsgesetze).
- Die Bilanzen der Aktiengesellschaften und der Kommanditgesellschaften auf Aktien. Verlag von I. Guttentag (D. Collin), Berlin / Leipzig 1886.
- Deutsche Kolonial-Aktiengesellschaften, Rechtliche Erörterungen und Vorschläge. In: Zeitschrift für das gesammte Handelsrecht, NF 19, 1888, 34, S. 85–161.
- Die Staatseinkommensteuer der Aktiengesellschaften, Kommanditgesellschaften auf Aktien, Berggewerkschaften, eingetragenen Genossenschaften und Konsumvereine in Preussen nach dem Gesetz vom 24. Juni 1891. Carl Heymanns Verlag, 1892.
- Zur Frage der Klagbarkeit der sogenannten Differenzgeschäfte. In: Zeitschrift für das gesammte Handelsrecht, NF 26, 1893, 41, S. 455–500
- mit Hermann Makower: Beiträge zur Beurtheilung des Entwurfs eines Handelsgesetzbuchs. 1896.
- Der Einfluß des Bürgerlichen Gesetzbuchs für das Deutsche Reich und des Handelsgesetzbuchs von 1897 auf das Recht der Berggewerkschaften in Preussen und dessen Handhabung. Ein Rechtsgutachten, erstattet dem Verein für die bergbaulichen Interessen im Oberbergamtsbezirk Dortmund. G. D. Baedeker Verlag [1897].
- Der Einfluß des BGB auf das Aktienrecht. In: Zeitschrift für das gesammte Handelsrecht, NF 34, 1900, 49, S. 1–28.
- Die namenlosen Zinsscheine der Orderpapiere. Carl Heymanns Verlag, 1903.
- Betrachtungen über Bilanzen und Geschäftsberichte der Aktiengesellschaften aus Anlass neuerer Vorgänge. Verlag Otto Liebmann, 1906.
- Firmen als Mitglieder des Aufsichtsrats von Aktiengesellschaften. Zugleich ein Beitrag zur Frage der Kumulierung der Aufsichtsratsstellen. J. Schweitzer Verlag (Arthur Sellier), 1908.
- Die Bilanzen der Aktiengesellschaften und der Kommanditgesellschaften auf Aktien. 4. Auflage. Verlag I. Guttentag, 1910.
- Die Überwälzung des Risikos des Aktienbesitzes seitens der Aktionäre auf die Aktiengesellschaft. J. Schweitzer Verlag (Arthur Sellier), [1913].
- Kritische Erörterungen aus dem Gebiete des Handelsregisters und der rechtlichen Organisation der Aktiengesellschaften. In: Festgabe zum sechzigsten Geburtstage des Herrn Geheimen Justizrats Professor Doktor Riesser. Verlag Guttentag, Berlin 1913.